# キング・ホステージ
『キング・ホステージ』（原題: Arsenal、別題: Southern Fury）は、2017年のアメリカ合衆国のスリラー映画。監督はスティーヴン・C・ミラー。出演はニコラス・ケイジ、ジョン・キューザック、エイドリアン・グレニアー、ジョナサン・シェック。
日本では「カリテ・ファンタスティック!シネマ・コレクション2017」にて2017年7月26日から限定公開された。

## ストーリー
ミシシッピ州で土木工事の会社を経営するJ・Pには仲の良い兄マイキーがいた。だが、公私共に順調なJ・Pとは対照的に、マイキーは定職にも就かず、麻薬の取引といった犯罪に手を染めるようになっていた。
ある夜、マイキーは街を裏で牛耳っている犯罪界の大物エディ・キングと再会する。マイキーを世話した過去を持つエディは、とある計画を彼に持ち掛ける。
次の日、J・Pのもとに何者からか不審な電話がかかってくる。その電話の主はJ・Pにマイキーを誘拐したことを告げ、彼を無事に帰す条件として大金を用意せよと要求してくるのだった。このことを友人であるサル刑事に相談するJ・Pだったが、警察はまともに取り合おうとせず、あろうことかマイキーの自作自演を疑われてしまう。警察があてにならないと知ったJ・Pは、自力でマイキーを救出するためエディのもとへと乗り込む。

## キャスト
※括弧内は日本語吹替
- エディ・キング - ニコラス・ケイジ（大塚明夫）

米ミシシッピのダウンタウンを支配するマフィアのボス。
- サル - ジョン・キューザック（家中宏）

刑事。J・Pの友人。
- J・P - エイドリアン・グレニアー（川田紳司）

貧民地区出身ながら成功者となった男。
- マイキー - ジョナサン・シェック（さかき孝輔）

J・Pの兄。チンピラ。
- リジー - リディア・ハル
- バディ・キング - クリストファー・コッポラ

エディの兄。弟同様、犯罪者。

## 評価
レビュー・アグリゲーターのRotten Tomatoesでは30件のレビューで支持率は3%、平均点は3.30/10となった。Metacriticでは10件のレビューを基に加重平均値が25/100となった。